# Doris Patiño
Doris Esmid Patiño Marín (Sogamoso, 1 de mayo de 1986) es una deportista colombiana que compitió en taekwondo.

## Palmarés internacional
Ganó dos medallas en los Juegos Panamericanos en los años 2011 y 2015, y tres medallas en el Campeonato Panamericano de Taekwondo entre los años 2008 y 2014.
| Juegos Panamericanos    | Juegos Panamericanos    | Juegos Panamericanos | Juegos Panamericanos |
| Año                     | Lugar                   | Medalla              | Categoría            |
| ----------------------- | ----------------------- | -------------------- | -------------------- |
| 2011                    | Guadalajara (México)    | Medalla de plata     | –57 kg               |
| 2015                    | Toronto (Canadá)        | Medalla de bronce    | –57 kg               |
| Campeonato Panamericano |                         |                      |                      |
| Año                     | Lugar                   | Medalla              | Categoría            |
| 2008                    | Caguas (Puerto Rico)    | Medalla de plata     | –55 kg               |
| 2012                    | Sucre (Bolivia)         | Medalla de bronce    | –57 kg               |
| 2014                    | Aguascalientes (México) | Medalla de bronce    | –57 kg               |

## Juegos Olímpicos
Juegos Olímpicos de Pekín 2008
Patiño se clasificó por primera vez para los Juegos Olímpicos en Pekín 2008 al lograr ser tercera en la clasificación del Torneo Panamericano de Taekwondo, celebrado en Cali (Colombia). En su debut en los Juegos perdió ante la italiana Verónica Calabrese, quién logró anotarse los puntos de la victoria antes de finalizar el encuentro.
Juegos Olímpicos de Río de Janeiro 2016
En un torneo clasificatorio celebrado en Aguascalientes (México), Doris se clasifica a la nueva cita olímpica, tras ganar a la cubana Ramicel Núñez y en la semifinal y perder en la final ante la panameña Carolena Carstens por 0-10 en tres asaltos. En su debut en los Río de Janeiro 2016, pierde ante la egipcia Hedaya Wahba Malak por 13-0.